# Ait Izdeg
Ait Izdeg  (in arabo أيت ازدك‎?) è un centro abitato e comune rurale del Marocco situato nella provincia di Midelt, regione di Drâa-Tafilalet. Conta una popolazione di 6 819 abitanti (censimento 2014).